# Ruprecht III. (Nassau)

Das Wappen der Grafen von Nassau

Ruprecht III. der Streitbare von Nassau (auch Rupert III.) († 23/28. Dezember 1191) war ein Graf von Nassau aus dem gleichnamigen Geschlecht. Er trat insbesondere durch seine allgemeine politische Tätigkeit als Gefolgsmann des Kaisers Friedrich I. Barbarossa in Erscheinung und nahm am Dritten Kreuzzug teil.

## Leben

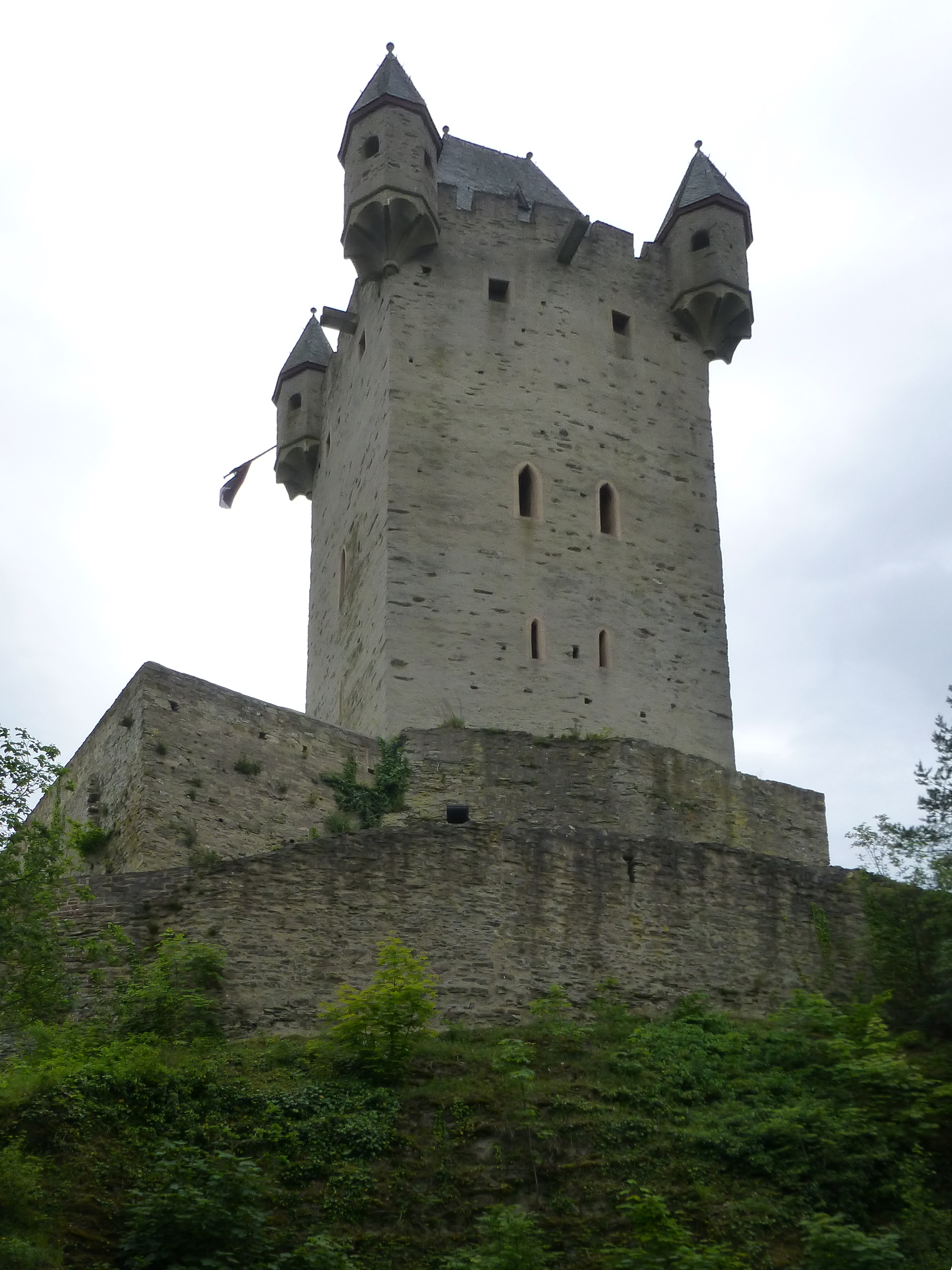
Die Burg Nassau

Ruprecht war wahrscheinlich ein Sohn des Grafen Arnold II. von Laurenburg; seine Mutter ist unbekannt. Anders als sein Vater nannte er sich nicht nach der Burg Laurenburg, sondern nach der Burg Nassau.
Ruprecht wird zwischen 1160 und 1190 als Graf von Nassau erwähnt. Er regierte mit seinem Vetter Heinrich I. und später mit seinem Vetter Walram I.
Ruprecht gehörte zu den vertrauten Räten des Kaisers Friedrich I. Barbarossa, in dessen Umgebung wir ihn meistens finden. In den Jahren 1161 und 1162 war er mit dem Kaiser vor Mailand; ob er an den weiteren Zügen nach Italien in den Jahren 1166 und 1167 teilnahm, bleibt zweifelhaft; ebenso ist die Beteiligung an dem unglücklichen Zuge 1174–1176, wenn auch wahrscheinlich, doch nicht nachweisbar. Es wird gleichfalls anzunehmen sein, dass er auf Kaiser Friedrichs berühmtem Mainzer Hoftag von 1184 nicht fehlte.
Ruprecht war 1172 Vogt des Klosters Schönau und ab 1182 Vogt von Koblenz. Er ist in der Aufschrift einer um das Jahr 1175 zu datierenden Münze, die Siegen als civitas bezeichnet, als Ruoberdus comes genannt.
Rupert nahm zusammen mit seinem Vetter Walram am Dritten Kreuzzug unter Kaiser Friedrich teil und führte 1190 den vierten Heerhaufen. Mit seinem Vetter Walram und dem Grafen Heinrich von Diez bildete er die Begleitung des gegen Ende des Jahres 1188 als Gesandter an den Kaiser Isaak II. Angelos abgeordneten Bischofs Hermann II. von Münster. Der Gesandtschaft, die zwar nach Konstantinopel gelangte, wurde aber vom byzantinischen Kaiser feindselig behandelt und in Gefangenschaft gehalten. Sie wurden freigelassen, als sich die Kreuzzugsarmee näherte. Am 28. Oktober 1189 trafen Rupert und seine Leidensgenossen vor Philippopel wieder beim Kreuzheer ein. Über seiner weiteren Beteiligung an dem Kreuzzug ist mit Sicherheit nichts bekannt; es scheint, dass er bis nach der Einnahme von Akkon ausgehalten hat und dann während der Rückfahrt auf See gestorben ist. Sein Sohn Hermann war sein Nachfolger.

## Nachkommen
Ruprecht hat möglicherweise zuerst eine Tochter von Wilhelm von Gleiberg, Graf von Gießen, geheiratet.

Ruprecht heiratete in oder vor 1169 mit Elisabeth von Leiningen († 20. Juni um 1235/38), eine Tochter des Grafen Emich III. Als Witwe verwendete sie den Titel Gräfin von Schaumburg. Mit ihr hatte er zwei Kinder:
1. Hermann († 16. Juli vor 1206), Graf von Nassau 1190–1192, später Kanoniker zu Mainz.
2. Lukardis († vor 1222); ⚭ vor 27. Februar 1204 Graf Hermann V. (III.) von Virneburg († nach 1254).[14]